# Conferentie van regeringshoofden van de Caricom
De conferentie van regeringshoofden van de Caricom (HGC) is het hoogste beleidsvormende orgaan van de Caribische Gemeenschap. De conferentie wordt geleid door de voorzitter van de Caricom.
De regeringshoofden van alle lidstaten hebben elk één stem. Om beslissingen en aanbevelingen bindend te kunnen laten zijn moeten ze de voorstem hebben van alle leden. Indien lidstaten tegen zijn, moeten zij minstens zes maanden vooraf een rapport bij de conferentie indienen om aan te geven wat de reden voor de tegenstem is.
Ook geeft de conferentie de definitieve stem in het sluiten van verdragen en andere overeenkomsten en is ze verantwoordelijk voor het maken van financiële regelingen die de uitgaven van de Caricom moeten dekken.

## Conferenties
De Caricom en de voorgangers hielden de volgende conferenties:

### Caribisch gebied van het Gemenebest
| nr. | conferentie | jaar | data           | plaats        | land               |
| --- | ----------- | ---- | -------------- | ------------- | ------------------ |
| 2e  | vergadering | 1964 | januari, 13-17 | Kingston      | Jamaica            |
| 3e  | vergadering | 1965 | maart, 8-10    | Georgetown    | Guyana             |
| 4e  | vergadering | 1967 | oktober, 23-27 | Bridgetown    | Barbados           |
| 5e  | vergadering | 1969 | februari, 3-5  | Port of Spain | Trinidad en Tobago |
| 6e  | vergadering | 1970 | april, 13-17   | Kingston      | Jamaica            |
| 7e  | vergadering | 1972 | oktober, 9-14  | Chaguaramas   | Trinidad en Tobago |
| 8e  | vergadering | 1973 | april, 9-12    | Georgetown    | Guyana             |

### Caricom
De conferentie komt jaarlijks bijeen tijdens de eerste week van juli, wat samenvalt met de ondertekening van het Verdrag van Chaguaramas op 4 juli 1973. Daarnaast is er sinds 1990 een tweede bijeenkomst ingepland.
Hieronder staan de volgende vergaderingen:
- vergadering (Meeting)
- regulier (Regular Meeting)
- inter-sessie (Inter-Sessional Meeting)
- speciaal (Special Meeting)

| nr. | conferentie  | jaar | data                    | plaats          | land                           |
| --- | ------------ | ---- | ----------------------- | --------------- | ------------------------------ |
| 1e  | vergadering  | 1974 | januari, 26-27          | Bridgetown      | Barbados                       |
| 2e  | vergadering  | 1975 | december, 8-10          | Basseterre      | Saint Kitts en Nevis           |
| 3e  | vergadering  | 1982 | november, 16-18         | Ocho Rios       | Jamaica                        |
| 4e  | vergadering  | 1983 | juli, 4-8               | Port of Spain   | Trinidad en Tobago             |
| 5e  | vergadering  | 1984 | juli, 4-7               | Nassau          | Bahama's                       |
| 6e  | vergadering  | 1985 | juli, 1-4               | Saint Philip    | Barbados                       |
| 7e  | vergadering  | 1986 | juli, 1-4               | Georgetown      | Guyana                         |
| 8e  | vergadering  | 1987 | juni, 29 - juli, 3      | Castries        | Saint Lucia                    |
| 9e  | vergadering  | 1988 | juli, 4-8               | Deep Bay        | Antigua en Barbuda             |
| 10e | vergadering  | 1989 | juli, 3-7               | Grand Anse      | Grenada                        |
| 11e | vergadering  | 1990 | augustus, 31 juli - 2   | Kingston        | Jamaica                        |
| 12e | vergadering  | 1991 | juli, 2-4               | Basseterre      | Saint Kitts en Nevis           |
| 2e  | inter-sessie | 1991 | februari, 26            | Port of Spain   | Trinidad en Tobago             |
| 13e | vergadering  | 1992 | juni, 29 - juli, 2      | Port of Spain   | Trinidad en Tobago             |
| 3e  | inter-sessie | 1992 | februari, 19            | Kingston        | Jamaica                        |
| 14e | vergadering  | 1993 | juli, 5-8               | Nassau          | Bahama's                       |
| 4e  | inter-sessie | 1993 | maart, 22-23            | Roseau          | Dominica                       |
| 4e  | speciaal     | 1994 | november, 17-18         | Kingston        | Jamaica                        |
| 15e | vergadering  | 1994 | juli, 4-7               | Bridgetown      | Barbados                       |
| 5e  | inter-sessie | 1994 | maart, 11-12            | Kingstown       | Saint Vincent en de Grenadines |
| 16e | vergadering  | 1995 | juli, 4-7               | Georgetown      | Guyana                         |
| 6e  | inter-sessie | 1995 | februari, 16-17         | Belize City     | Belize                         |
| 5e  | speciaal     | 1996 | december, 16            | Bridgetown      | Barbados                       |
| 17e | vergadering  | 1996 | juli, 3-6               | Bridgetown      | Barbados                       |
| 7e  | inter-sessie | 1996 | februari, 29 - maart, 1 | Georgetown      | Guyana                         |
| 18e | vergadering  | 1997 | juni, 30 - juli, 4      | Saint John's    | Antigua en Barbuda             |
| 8e  | inter-sessie | 1997 | februari, 20-21         | Saint John's    | Antigua en Barbuda             |
| 19e | vergadering  | 1998 | juni, 30 - juli, 4      | Castries        | Saint Lucia                    |
| 9e  | inter-sessie | 1998 | maart, 2-3              | Saint George's  | Grenada                        |
| 7e  | speciaal     | 1999 | oktober, 26-27          | Chaguaramas     | Trinidad en Tobago             |
| 20e | vergadering  | 1999 | juli, 4-7               | Port of Spain   | Trinidad en Tobago             |
| 6e  | speciaal     | 1999 | april, 16               | Santo Domingo   | Dominicaanse Republiek         |
| 10e | inter-sessie | 1999 | maart, 4-5              | Paramaribo      | Suriname                       |
| 21e | regulier     | 2000 | juli, 2-5               | Canouan         | Saint Vincent en de Grenadines |
| 11e | inter-sessie | 2000 | maart, 13-14            | Basseterre      | Saint Kitts en Nevis           |
| 22e | regulier     | 2001 | juli, 3-6               | Nassau          | Bahama's                       |
| 12e | inter-sessie | 2001 | februari, 14-16         | Bridgetown      | Barbados                       |
| 23e | regulier     | 2002 | juli, 3-5               | Georgetown      | Guyana                         |
| 13e | inter-sessie | 2002 | februari, 3-5           | Belize City     | Belize                         |
| 24e | regulier     | 2003 | juli, 2-5               | Montego Bay     | Jamaica                        |
| 14e | inter-sessie | 2003 | februari, 14-15         | Port of Spain   | Trinidad en Tobago             |
| 25e | regulier     | 2004 | juli, 4-7               | Saint George's  | Grenada                        |
| 15e | inter-sessie | 2004 | maart, 25-26            | Basseterre      | Saint Kitts en Nevis           |
| 26e | regulier     | 2005 | juli, 3-6               | Gros Islet      | Saint Lucia                    |
| 16e | inter-sessie | 2005 | februari, 16-17         | Paramaribo      | Suriname                       |
| 27e | regulier     | 2006 | juli, 3-6               | Bird Rock       | Saint Kitts en Nevis           |
| 17e | inter-sessie | 2006 | februari, 9-10          | Port of Spain   | Trinidad en Tobago             |
| 28e | regulier     | 2007 | juli, 1-4               | Neddham's Point | Barbados                       |
| 18e | inter-sessie | 2007 | februari, 12-14         | Kingstown       | Saint Vincent en de Grenadines |
| 29e | regulier     | 2008 | juli, 1-4               | Bolans          | Antigua en Barbuda             |
| 19e | inter-sessie | 2008 | maart, 7-8              | Nassau          | Bahama's                       |
| 30e | regulier     | 2009 | juli, 2-5               | Georgetown      | Guyana                         |
| 20e | inter-sessie | 2009 | maart, 12-13            | Belize City     | Belize                         |
| 31e | regulier     | 2010 | juli, 4-7               | Montego Bay     | Jamaica                        |
| 21e | inter-sessie | 2010 | maart, 11-12            | Roseau          | Dominica                       |
| 32e | regulier     | 2011 | juni, 30 - juli, 4      | Basseterre      | Saint Kitts en Nevis           |
| 22e | inter-sessie | 2011 | februari, 25-26         | Grand Anse      | Grenada                        |
| 33e | regulier     | 2012 | juli, 4-6               | Gros Islet      | Saint Lucia                    |
| 23e | inter-sessie | 2012 | maart, 8-9              | Paramaribo      | Suriname                       |
| 34e | regulier     | 2013 | juli, 3-6               | Port of Spain   | Trinidad en Tobago             |
| 24e | inter-sessie | 2013 | februari, 18-19         | Port-au-Prince  | Haïti                          |
| 35e | regulier     | 2014 | juli, 1-4               | Dickenson Bay   | Antigua en Barbuda             |
| 25e | inter-sessie | 2014 | maart, 10-11            | Buccament       | Saint Vincent en de Grenadines |
| 36e | regulier     | 2015 | juli, 2-4               | Bridgetown      | Barbados                       |
| 26e | inter-sessie | 2015 | februari, 26-27         | Nassau          | Bahama's                       |
| 37e | regulier     | 2016 | juli, 4-6               | Georgetown      | Guyana                         |
| 27e | inter-sessie | 2016 | februari, 16-17         | Placencia       | Belize                         |
| 38e | regulier     | 2017 | juli, 4-6               | Grand Anse      | Grenada                        |
| 28e | inter-sessie | 2017 | februari, 16-17         | Georgetown      | Guyana                         |
| 39e | regulier     | 2018 | juli, 4-6               | Montego Bay     | Jamaica                        |
| 29e | inter-sessie | 2018 | februari, 26-77         | Port-au-Prince  | Haiti                          |
| 40e | regulier     | 2019 | juli, 3-5               | Gros Islet      | Saint Lucia                    |
| 30e | inter-sessie | 2019 | februari, 26-77         | Frigate Bay     | Saint Kitts en Nevis           |